# Манліус (Іллінойс)
Манліус (англ. Manlius) — селище (англ. village) в США, в окрузі Бюро штату Іллінойс. Населення — 298 осіб (2020).

## Географія
Манліус розташований за координатами 41°27′19″ пн. ш. 89°40′7″ зх. д. / 41.45528° пн. ш. 89.66861° зх. д. (41.455302, -89.668521).  За даними Бюро перепису населення США в 2010 році селище мало площу 0,79 км², уся площа — суходіл.

## Демографія
Згідно з переписом 2010 року, у селищі мешкало 359 осіб у 143 домогосподарствах у складі 99 родин. Густота населення становила 453 особи/км².  Було 167 помешкань (211/км²).
Расовий склад населення:
| - 98,3 % — білих - 0,6 % — чорних або афроамериканців |

До двох чи більше рас належало 1,1 %. Частка іспаномовних становила 4,5 % від усіх жителів.
За віковим діапазоном населення розподілялося таким чином: 25,6 % — особи молодші 18 років, 54,6 % — особи у віці 18—64 років, 19,8 % — особи у віці 65 років та старші. Медіана віку мешканця становила 38,4 року. На 100 осіб жіночої статі у селищі припадало 101,7 чоловіків;  на 100 жінок у віці від 18 років та старших — 94,9 чоловіків також старших 18 років.
Середній дохід на одне домашнє господарство  становив 42 484 долари США (медіана — 29 737), а середній дохід на одну сім'ю — 46 908 доларів (медіана — 33 750). Медіана доходів становила 46 250 доларів для чоловіків та 35 500 доларів для жінок. За межею бідності перебувало 26,7 % осіб, у тому числі 43,3 % дітей у віці до 18 років та 10,5 % осіб у віці 65 років та старших.
Цивільне працевлаштоване населення становило 171 осіб. Основні галузі зайнятості: роздрібна торгівля — 20,5 %, освіта, охорона здоров'я та соціальна допомога — 17,0 %, виробництво — 14,0 %, мистецтво, розваги та відпочинок — 12,9 %.